# Bluetooth
Bluetooth (/bluːtuːθ/, блутут) е производствен стандарт за безжична „лична мрежа“ (на англ. personal area network, PAN). Технологията осигурява безжичен начин за свързване и пренос на информация на къси разстояния между устройства от рода на мобилни телефони, лаптопи, персонални компютри, принтери, цифрови фотоапарати, игрални конзоли и дори автомобили. Осъществява се чрез ултрависоки радиочестоти (UHF) от свободния дециметров обхват (2,400 до 2,485 GHz).

## Произход на името и на логото
Технологията bluetooth (адаптация на английски от датската дума „Blåtand“ – Синезъби) е наречена на името на краля на Дания и Норвегия от края на X век Харалд I Синезъби. Той е известен с това, че успял да обедини воюващи дотогава племена от Дания (включваща днес шведската област Скания, където е била създадена технологията Bluetooth), и от Норвегия. По подобен начин Bluetooth е предназначен да „обедини“ (да направи съвместими) различни технологии, каквито са например тези на компютрите и мобилните телефони.
Името може и да не е вдъхновено толкова от историческата фигура на Харалд, колкото от свободната ѝ интерпретация в романа на шведския писател Франс Гунар Бенгтсон „Дългият кораб“, посветен на живота на викингите.
Логото на Bluetooth обединява германските руни, аналози на съвременните латински букви H и B:  (хагалаз) и  (беркана), слети заедно, оформяйки обединена руна.

## Хардуер
Хардуерът, който съставя Bluetooth устройството, е съставен от две части, които може да са или да не са физически отделени. Това са радиоустройство, отговорно за модулирането и предаването на сигнала, и цифров контролер. Цифровият контролер съдържа процесор, една от чиито функции е да управлява Link Controller и интерфейси с хост устройството, но някои функции могат да бъдат делегирани на хардуера. Когато мобилните устройства са свързани, преносът на данни е криптиран за трети страни от системата Link Manager.

## Спецификации и черти
Първата спецификация е съставена от организацията Bluetooth Special Interest Group (SIG) и е официално обявена на 20 май 1998 г. Днес в SIG членуват над 35 000 компании от цял свят. Основана е от Ericsson, IBM, Intel, Nokia и Toshiba.
Всички версии на Bluetooth-стандартите поддържат т. нар. обратна съвместимост (англ. Backward compatibility). Това позволява последният стандарт да обхване всички по-стари версии.
- Bluetooth 1.0
- Bluetooth 1.1
- Bluetooth 1.2
- Bluetooth 2.0 + EDR
- Bluetooth 2.1 + EDR
- Bluetooth 3.0 + HS
- Bluetooth 4.0 (Bluetooth с ниско енергопотребление)

Стандартът използва честоти 2,402 GHz – 2,480 GHz и предоставя скорост на предаване на данни 1 Mbit/s при размер на пакета данни 8 – 27 байта. В новата версия две Bluetooth-устройства могат да установят връзка помежду си за по-малко от 5 ms и да я поддържат на разстояние до 100 m.
- Bluetooth 4.1
- Bluetooth 4.2

Спецификацията на версията 4.2 на Bluetooth е пусната на 2 декември 2014 г. С нея се въвеждат някои основни характеристики на т.нар. Интернет на нещата (на английски: Internet of Things (IOT). Тези характеристики дават възможност на устройствата да установяват пряка връзка с Интернет, без отделен Wi-Fi модул.
- Bluetooth 5.0

През юни 2016 г. Bluetooth Special Interest Group (SIG) представя спецификацията на Bluetooth 5.0. Измененията основно се отнасят до режима с ниско потребление на енергия и високоскоростния режим.
- Bluetooth 5.1

Версията е представена от Bluetooth SIG на 21 януари 2019 г. Тази версия позволява на потребителя да определя местоположението и направлението, от което идва сигналът, с максимална точност.
- Bluetooth 5.2

Версията е представена на 31 декември 2019 г.